# Ryley Walker
Ryley Walker (Rockford, 21 luglio 1989) è un cantautore e chitarrista statunitense.
Ha pubblicato in totale undici album: 6 da solista, due con il musicista di Chicago Bill MacKay, due con il batterista jazz Charles Rumback e uno con il gruppo giapponese Kikagaku Moyo.
Il suo stile riprende il folk rock della fine anni sessanta venato da una componente jazz. Vengono citati come influenze: il Van Morrison di Astral Weeks, Nick Drake, John Fahey e Tim Buckley.

## Discografia

### Album in studio
- 2014 - All Kinds of You (Tompkins Square Records)
- 2015 - Primrose Green (Dead Oceans)[3]
- 2015 - Land of Plenty (con Bill MacKay, Whistler Records)[4]
- 2016 - Golden Sings That Have Been Sung (Dead Oceans)
- 2016 - Cannots (Dead Oceans) con Charles Rumback
- 2017 - Spiderbeetlebee (Drag City) con Bill MacKay
- 2018 - Deafman Glance (Dead Oceans)
- 2018 - The Lillywhite Sessions (Dead Oceans) cover di un album della Dave Matthews Band del 2001
- 2019 - Little Common Twist (Thrill Jockey) con Charles Rumback
- 2021 - Deep Fried Grandeur (Husky Pants Records) con i Kikagaku Moyo
- 2021 - Course In Fable (Husky Pants Records)[5]

### EP
- 2011 - The Evidence of Things Unseen (Plustapes)
- 2011 - Of Deathly Premonitions (con Daniel Bachman) (Plustapes)
- 2013 - West Wind (Tompkins Square)
- 2022 - So Certain EP (Husky Pants Records)